# Brandýs nad Orlicí (nádraží)
Brandýs nad Orlicí je železniční stanice ve stejnojmenném městě v okrese Ústí nad Orlicí v Pardubickém kraji. Leží na železniční trati Praha – Česká Třebová.

## Historie
První staniční budova byla vystavěna jakožto trojkolejná stanice V. třídy, součást železnice z Olomouce do Prahy. Slavnostní vlak tudy projel 20. srpna 1845 za osobního řízení inženýra Jana Pernera, projektanta trati. Návrh původně empírové budovy je připisován, stejně jako u všech stanic na této trase, architektu Antonu Jünglingovi. Okolo roku 1910 byla dle návrhu karlínského architekta Václava Nekvasila vystavěna nová nádražní budova v secesním slohu. Stejný projekt byl použit při stavbě nové staniční budovy v Roztokách u Prahy, vztyčené v roce 1911.
Trať i stanice nejprve provozovala společnost Severní státní dráha, roku 1854 byla privatizována a trať převzala Rakouská společnost státní dráhy (StEG). Roku 1909 byla StEG zestátněna a provozovatelem se staly Císařsko-královské státní dráhy (kkStB), po vzniku samostatného Československa přešla stanice pod Československé státní dráhy. Vzhledem k geografické a hospodářské proměně státního celku nabyla trať z Prahy přes Českou Třebovou do Olomouce a dále do Slezska a na Slovensko zcela zásadní úlohy. Roku 1957 byla do stanice dovedena elektrická trakční soustava 3 kV stejnosměrného proudu, zejména pro potřeby nákladní dopravy v době socialistického Československa byly dále rozšiřovány stanice i kolejiště.

## Modernizace
Stanicí prochází První železniční koridor, leží na trase 4. Panevropského železničního koridoru. Na rok 2020 byla ohlášena rekonstrukce stanice a úpravy parametrů nádraží na koridorovou stanici s krytými nástupišti s podchody, elektronickým informačním systémem pro cestující a oprava nádražní budovy. Provoz je řízen místně pomocí reléového zabezpečovacího zařízení.
Od 22. července 2022 je stanice zapojena do dálkového ovládání z CDP Praha.